# Monaeses jabalpurensis
Monaeses jabalpurensis är en spindelart som beskrevs av Gajbe och Daya Rane 1992. Monaeses jabalpurensis ingår i släktet Monaeses och familjen krabbspindlar. Inga underarter finns listade i Catalogue of Life.